# Tweede Kamerverkiezingen in het kiesdistrict 's-Gravenhage II (1897-1918)
Tweede Kamerverkiezingen in het kiesdistrict 's-Gravenhage II (1897-1918) geeft een overzicht van verkiezingen voor de Nederlandse Tweede Kamer in het kiesdistrict 's-Gravenhage II in de periode 1897-1918.
Het kiesdistrict 's-Gravenhage II was eerder ingesteld geweest in de periode 1848-1850. In 1897 werd het meervoudige kiesdistrict 's-Gravenhage gesplitst in drie enkelvoudige kiesdistricten, 's-Gravenhage I, 's-Gravenhage II en 's-Gravenhage III. Tot het kiesdistrict behoorde vanaf dat moment een gedeelte van de gemeente 's-Gravenhage.
Het kiesdistrict 's-Gravenhage II vaardigde in dit tijdvak per zittingsperiode één lid af naar de Tweede Kamer. 
Legenda
- cursief: in de eerste verkiezingsronde geëindigd op de eerste of tweede plaats, en geplaatst voor de tweede ronde;
- vet: gekozen als lid van de Tweede Kamer.

## 15 juni 1897
De verkiezingen werden gehouden na ontbinding van de Tweede Kamer.
|                                    | 15 juni | 25 juni |
| ---------------------------------- | ------- | ------- |
| Kiesgerechtigden                   | 5.834   | 5.834   |
| Opkomst                            | 4.513   | 4.836   |
| Geldige stemmen                    | 4.464   | 4.790   |
| Blanco stemmen                     | 49      | 46      |
| Kandidaten                         |         |         |
| J.F.W. Conrad                      | 1.777   | 2.695   |
| H.A. le Bron de Vexela             | 1.562   | 2.096   |
| A.W.F. Idenburg                    | 588     |         |
| F. Mol                             | 348     |         |
| A.M.W.L.P.C. van Daehne van Varick | 121     |         |
| W.J.D. van Meeteren Brouwer        | 68      |         |

## 14 juni 1901
De verkiezingen werden gehouden na ontbinding van de Tweede Kamer.
|                   | 14 juni |
| ----------------- | ------- |
| Kiesgerechtigden  | 6.809   |
| Opkomst           | 4.640   |
| Geldige stemmen   | 4.562   |
| Blanco stemmen    | 78      |
| Kandidaten        |         |
| J.F.W. Conrad     | 2.536   |
| W.B. van Liefland | 1.862   |
| P.J. in de Betou  | 164     |

## 11 september 1902
J.F.W. Conrad, gekozen bij de verkiezingen van 14 juni 1901, overleed op 12 augustus 1902. Om in de ontstane vacature te voorzien werd een tussentijdse verkiezing gehouden.
|                     | 11 september |
| ------------------- | ------------ |
| Kiesgerechtigden    | 7.037        |
| Opkomst             | 3.863        |
| Geldige stemmen     | 3.816        |
| Blanco stemmen      | 47           |
| Kandidaten          |              |
| W. Dolk             | 1.916        |
| W.T. Gevers Deynoot | 1.883        |
| P.H. van der Kemp   | 17           |

## 16 juni 1905
De verkiezingen werden gehouden na ontbinding van de Tweede Kamer.
|                  | 16 juni | 28 juni |
| ---------------- | ------- | ------- |
| Kiesgerechtigden | 9.444   | 9.444   |
| Opkomst          | 7.627   | 7.995   |
| Geldige stemmen  | 7.515   | 7.951   |
| Blanco stemmen   | 112     | 44      |
| Kandidaten       |         |         |
| W. Dolk          | 3.362   | 4.529   |
| J.T. de Visser   | 3.244   | 3.422   |
| A.H. Gerhard     | 537     |         |
| J.D. Six         | 372     |         |

## 11 juni 1909
De verkiezingen werden gehouden na ontbinding van de Tweede Kamer.
|                       | 11 juni | 23 juni |
| --------------------- | ------- | ------- |
| Kiesgerechtigden      | 11.494  | 11.494  |
| Opkomst               | 8.223   | 9.190   |
| Geldige stemmen       | 8.096   | 9.133   |
| Blanco stemmen        | 127     | 57      |
| Kandidaten            |         |         |
| W. Dolk               | 3.188   | 4.719   |
| J.R. Snoeck Henkemans | 3.905   | 4.333   |
| L. Hoejenbos          | 1.003   |         |

## 17 juni 1913
De verkiezingen werden gehouden na ontbinding van de Tweede Kamer.
|                       | 17 juni | 25 juni |
| --------------------- | ------- | ------- |
| Kiesgerechtigden      | 13.635  | 13.635  |
| Opkomst               | 11.088  | 11.149  |
| Geldige stemmen       | 10.946  | 11.106  |
| Blanco stemmen        | 142     | 43      |
| Kandidaten            |         |         |
| W. Dolk               | 3.727   | 6.496   |
| J.R. Snoeck Henkemans | 4.380   | 4.610   |
| L. Hoejenbos          | 2.800   |         |
| B. Luteraan           | 39      |         |

## 4 januari 1917
W. Dolk, gekozen bij de verkiezingen van 17 juni 1913, trad op 24 november 1916 af na een veroordeling wegens fraude. Om in de ontstane vacature te voorzien werd een tussentijdse verkiezing gehouden.
|                  | 4 januari |
| ---------------- | --------- |
| Kiesgerechtigden | 15.744    |
| Opkomst          | 2.714     |
| Geldige stemmen  | 2.666     |
| Blanco stemmen   | 48        |
| Kandidaten       |           |
| J.W. IJzerman    | 2.161     |
| L.L.H. de Visser | 505       |

## 15 juni 1917
De verkiezingen werden gehouden na ontbinding van de Tweede Kamer.
|                  | 15 juni |
| ---------------- | ------- |
| Kiesgerechtigden | 16.438  |
| Opkomst          | 4.698   |
| Geldige stemmen  | 4.500   |
| Blanco stemmen   | 198     |
| Kandidaten       |         |
| J.W. IJzerman    | 3.159   |
| P.F. Hubrecht    | 929     |
| J.W. Kruyt       | 412     |

## Opheffing
De verkiezing van 1917 was de laatste verkiezing voor het kiesdistrict 's-Gravenhage II. In 1918 werd voor verkiezingen voor de Tweede Kamer overgegaan op een systeem van evenredige vertegenwoordiging met kandidatenlijsten van politieke partijen.